# Yves Cusset
 (avril 2025).
Pour les articles homonymes, voir Cusset (homonymie).
Yves Cusset est un philosophe et comédien français.

## Biographie

### Jeunesse et études
Yves Cusset a étudié à l'École normale supérieure de la rue d'Ulm (1993). Il est reçu à l'agrégation de philosophie. Il est titulaire d'un doctorat pour une thèse soutenue en 2000.

### Parcours professionnel
Il est le frère de l'écrivain Catherine Cusset et de l'historien François Cusset.

## Philosophie
Après une thèse soutenue en 2000 sur le modèle philosophique de la raison communicationnelle et plusieurs excursions du côté de la philosophie de l’art, il devient un spécialiste de Jürgen Habermas et de l’école de Francfort, avant d’élargir le champ à la philosophie politique contemporaine, avec un intérêt tout particulier pour la question politique de l’accueil et de ses relations avec l’institution de l’être-en-commun, abordé dans deux essais parus en 2010 et 2016, dans lesquels il interroge le lien problématique entre l'exigence éthique de l'accueil et son aporie politique .  
Praticien de l'humour, il en est devenu aussi théoricien, à travers divers articles sur le rire, et un essai paru chez Flammarion en 2016. Il y définit l'humour comme "la bonne humeur pour mourir". De cet ouvrage, naît une conférence philosophico-humoristique "Tractatus philo-comicus", créée à Montpellier en 2018 et présentée au théâtre de la Criée à Marseille, pour la "Semaine de la Pop Philo" en 2022.
Il prolonge en même temps sa réflexion éthico-politique en l'étendant à la question de la fin de vie, à travers un ouvrage (Les mortels et les mourants. Petite philosophie de la fin de vie) où il prend à contre-pied l'ambition philosophique d'apprendre à mourir et questionne les normes du "bien-mourir"  et de la mort apaisée.

## Théâtre et humour
Parallèlement à son parcours philosophique, il se lance dans un parcours d’auteur de théâtre et de comédien, et surtout de spécialiste de l’humour philosophique, en s’essayant à l’écriture et à la création de « deux solos philosophiques juste pour rire » (Le Remplaçant et Rien ne sert d'exister), qui ont tourné en France et à l’étranger, et d’un abécédaire philosophique paru en janvier 2008 chez Max Milo sous le titre La Philosophie enseignée à ma chouette, créée pour le théâtre en 2013 (avec Yves Cusset et Sarah Gabillon, et la voix d'Ariane Ascaride), qui a été suivi d’un nouvel abécédaire, La Vie rêvée des philosophes, créée pour le théâtre en 2022 (avec Yves Cusset et Emmanuel Lortet). A partir de 2018, il se lance dans le genre parodique avec Cent façons de ne pas accueillir un migrant (éditions du Rocher 2018), qui s'en prend aux clichés du discours anti-migrants, Réussir sa vie du premier coup, anti-manuel de développement personnel, et enfin L'amour sur les bout des doigts où il se transforme en expert de la vie amoureuse. Ce livre a aussi été adapté pour le théâtre sous le titre Le cabaret philosophique du docteur love, créé en novembre 2024 à Bègles. Dans un entretien pour Le Monde en 2018 avec Jean Birnbaum, il affirme : "Je suis juste émerveillé par les effets du rire, par le pouvoir qu'il peut avoir de susciter de la pensée, sans impressionner ni complexer"
Après le succès du spectacle Rien ne sert d’exister, Yves Cusset s’est aussi essayé à un humour plus politique avec Petit Manuel d’engagement politique à l’usage des mammifères doués de raison et autres hominidés un peu moins doués, écrit après son interpellation par la police aux frontières pour « opposition à une mesure de reconduite à la frontière » et « entrave à la circulation d’un aéronef » en décembre 2008 dans l’avion qui le ramenait avec Sophie Foch-Rémusat et Pierre Lauret à Paris après un colloque à Kinshasa.
N'être pas né, sur les affres de la naissance et de la toute petite enfance, créé à Paris en mars 2012, puis joué au festival off d'Avignon de 2012 à 2016, et à nouveau en 2023, a été lauréat de La sélection du Off 2013 et publié à ce titre par la Librairie théâtrale en janvier 2014.
Il est aussi l'auteur d'un roman, Socrate de Montceau-les-Mines, paru en 2014.
Il est membre de l'académie Alphonse Allais.

## Publications

### Théâtre et humour
- Le rire philosophe, éditions Ex Aequo 2023
- Le tout petit prince minuscule, éditions Un Jour/une Nuit 2021
- L'amour est enfant de putain, La Librairie Théâtrale, 2016
- N'être pas né, Paris, La Librairie Théâtrale, 2014
- La Vie rêvée des philosophes, Paris, François Bourin éditeur, 2012
- La Philosophie enseignée à ma chouette, Paris, éditions Max Milo, 2008
- Le Remplaçant, Paris, Le Jardin d'Essai, 2005
- Rien ne sert d'exister, ou Comment trouver la voie quand on part de rien et qu'on ne va nulle part, Paris, Le Jardin d'Essai, 2005

### Essais
- L'amour sur le bout des doigts, ou comment faire n’importe quoi, mais pas n’importe comment, Editions du Rocher, 2024
- Réussir sa vie du premier coup Flammarion, 2019, réédition en poche chez Litos en 2023
- Cent façons de ne pas accueillir un migrant, éditions du Rocher 2018
- Rire. Tractatus philocomicus, Paris, Flammarion, 2016
- Réflexion sur l'accueil et le droit d'asile, Paris, éditions François Bourin, 2016
- Prendre sa part de la misère du monde. Pour une philosophie politique de l'accueil, Chatou, éditions de La Transparence, 2010
- Habermas et Foucault. Parcours croisés, confrontations critiques (dir. avec Stéphane Haber), Paris, CNRS éditions, 2006
- Philosophies politiques pour notre temps. Un parcours européen (avec Jean Picq), Paris éditions Odile Jacob, 2005
- Le Vocabulaire de l'école de Francfort (avec Stéphane Haber), Paris, éd. Ellipses, 2002
- Habermas, l'espoir de la discussion, Paris, éd. Michalon, coll. « Le Bien commun », 2001
- Réflexions sur l'esthétique contemporaine, Nantes éd. Pleins Feux, 2000
- Le Musée entre ironie et communication. À propos des stratégies d'exposition de l'art contemporain, Nantes éd. Pleins Feux, 2000

### Roman
- Socrate de Montceau-les-Mines, François Bourin, 2014